# Nevrina africalis
Nevrina africalis là một loài bướm đêm trong họ Crambidae.